# إيفان باستور
إيفان باستور (بالإسبانية: Iván Pastor)‏ هو متسابق يخت إسباني، ولد في 18 فبراير 1980 في أليكانتي في إسبانيا.

## وصلات خارجية
- إيفان باستور على موقع الاتحاد الدولي للملاحة الشراعية (موقع جديد) (الإنجليزية)
- إيفان باستور على موقع اللجنة الأولمبية الدولية (الإنجليزية)
- إيفان باستور على موقع أوليمبيديا (الإنجليزية)
- إيفان باستور على موقع اللجنة الأولمبية الإسبانية (الإسبانية)